# Robert Hues
Robert Hues (1553  — 24 de maio de 1632) foi um matemático e geógrafo inglês.

## Vida
Ele frequentou o St. Mary Hall em Oxford e se formou em 1578. Hues se interessou por geografia e matemática e estudou navegação em uma escola criada por Walter Raleigh. Durante uma viagem a Newfoundland, ele fez observações que o levaram a duvidar dos valores publicados aceitos para variações da bússola. Entre 1586 e 1588, Hues viajou com Thomas Cavendish em uma circunavegação do globo, realizando observações astronômicas e tomando as latitudes dos lugares que visitaram. Começando em agosto de 1591, Hues e Cavendish novamente partiram em outra circunavegação do globo. Durante a viagem, Hues fez observações astronômicas no Atlântico Sul e continuou suas observações da variação da bússola em várias latitudes e no Equador. Cavendish morreu na viagem em 1592 e Hues voltou para a Inglaterra no ano seguinte.
Em 1594, Hues publicou suas descobertas na obra latina Tractatus de globis et eorum usu (Tratado sobre os globos e seu uso), que foi escrito para explicar o uso dos globos terrestres e celestes que foram feitos e publicados por Emery Molyneux no final de 1592 ou no início de 1593, e para encorajar os marinheiros ingleses a usar a navegação astronômica prática. O trabalho de Hues posteriormente foi para pelo menos 12 outras impressões em holandês, inglês, francês e latim.
Hues continuou a ter relações com Raleigh na década de 1590 e, mais tarde, tornou-se servo de Thomas Gray, 15º Barão Gray de Wilton. Enquanto Gray estava preso na Torre de Londres por participar do Bye Plot (uma conspiração de padres católicos romanos e puritanos̞), Hues ficou com ele. Após a morte de Grey em 1614, Hues atendeu Henry Percy, o 9º Conde de Northumberland, quando ele foi confinado na Torre; uma fonte afirma que Hues, Thomas Harriot e Walter Warner foram os companheiros constantes de Northumberland e conhecidos como seus "Três Magos", embora isso seja contestado. Hues ensinou o filho de Northumberland, Algernon Percy (que se tornaria o 10º Conde de Northumberland) em Oxford e, subsequentemente (em 1622-1623), o irmão mais novo de Algernon, Henry. Anos depois, Hues morou em Oxford, onde foi bolsista da universidade, e discutiu matemática e assuntos relacionados com amigos que compartilhavam da mesma opinião. Ele morreu em 24 de maio de 1632 na cidade e foi sepultado na Catedral da Igreja de Cristo.

## Trabalhos (em inglês)
- Hues, Robert (1594), Tractatus de globis et eorum usu: accommodatus iis qui Londini editi sunt anno 1593, sumptibus Gulielmi Sandersoni civis Londinensis, conscriptus à Roberto Hues [Treatise on Globes and their Use: Adapted to those which have been Published in London in the Year 1593, at the Expense of William Sanderson, a London Resident, Written by Robert Hues], London: In ædibus Thomæ Dawson [in the house of Thomas Dawson], OCLC 55576175 (in Latin), octavo. As seguintes reimpressões são mencionadas por Clements Markham em sua introdução à reimpressão da Hakluyt Society de 1889 da versão em inglês do Tractatus de globis nas pp. Xxxviii – xlː
  - 2nd printing: Hues, Robert (1597), Tractaet Ofte Hendelinge van het gebruijck der Hemelscher ende Aertscher Globe. Gheaccommodeert naer die Bollen, die eerst ghesneden zijn in Enghelandt door Io. Hondium, Anno 1693 [sic: 1593] ende nu gants door den selven vernieut, met alle de nieuwe ontdeckinghen van Landen, tot den daghe van heden geschiet, ende daerenboven van voorgaende fauten verbetert. In't Latijn beschreven, door Robertum Hues, Mathematicum, nu in Nederduijtsch overgheset, ende met diveersche nieuwe verclaringhe ende figueren vermeerdert en verciert. Door I. Hondium [Treatise or Essays on the Use of the Celestial and Terrestrial Globes. Tailored for the Globes which were First Made in England by J. Hondius, in the Year 1693 [sic: 1593], and which have now been Completely Revised by Him, with All New Discoveries of Countries up to the Present Day, and furthermore with Previous Errors Corrected. Described in Latin by Robert Hues, Mathematician, and now Translated into Dutch, and Enhanced and Ornamented with Several New Explanations and Figures, by J. Hondius], traduzido por Hondium, Iudocum, Amsterdam: Cornelis Claesz, OCLC 42811612 (in Dutch), quarto.[5]
  - 3rd printing: Hues, Robert (1611), Tractatus de globis coelesti et terrestri ac eorum usu, conscriptus a Roberto Hues, denuo auctior & emendatior editus [Treatise on Globes Celestial and Terrestrial and their Use, written by Robert Hues, Second Enlarged and Corrected Edition], Amsterdam: Jodocus Hondius, OCLC 187141964 (in Latin), octavo. Uma reimpressão da primeira edição de 1594.
  - 4th printing: Hues, Robert (1613), Tractaut of te handebingen van het gebruych der hemelsike ende aertscher globe [Treatise or Essays on the Use of the Celestial and Terrestrial Globes], Amsterdam: [s.n.] (in Dutch), quarto.
  - 5th printing: Hues, Robert (1613), Tractatvs de globis, coelesti et terrestri, ac eorvm vsu [Treatise on Globes, Celestial and Terrestrial, and their Use], Heidelberg: Typis [Printed by] Gotthardi Voegelini, OCLC 46414822 (in Latin). Contains the Index Geographicus. DeGolyer Collection in the History of Science and Technology (now History of Science Collections), University of Oklahoma.
  - 6th printing: Hues, Robert (1617), Tractatvs de globis, coelesti et terrestri eorvmqve vsv. Primum conscriptus & editus a Roberto Hues. Anglo semelque atque iterum a Iudoco Hondio excusus, & nunc elegantibus iconibus & figuris locupletatus: ac de novo recognitus multisque observationibus oportunè illustratus as passim auctus opera ac studio Iohannis Isacii Pontani ... [Treatise on Globes, Celestial and Terrestrial, and their Use. First Written and Published by Robert Hues, Englishman, and in the First and Second Editions Drawn by Jodocus Hondius, and now Enlarged by Elegant Pictures and Drawings, and again Revised and Fittingly Illustrated by Many Observations, and throughout Enlarged by the Work and Effort of John Isaac Pontanus ...], Amsterdam: Excudebat [printed by] H[enricus] Hondius (in Latin), quarto.
  - 7th printing: Hues, Robert (1618), Traicté des globes, et de leur usage, traduit du Latin de Robert Hues, et augmente de plusieurs nottes et operations du compas de proportion par D Henrion, mathematicien [A Treatise on Globes and their Use, Translated from the Latin version by Robert Hues, and Augmented with Several Notes and Operations of the Compass of Proportion by D Henrion, Mathematician], traduzido por Henrion, Denis, Paris: Chez Abraham Pacard, ruë sainct Iacques, au sacrifice d'Abraham [At Abraham Pacard, St. Jacques Street, with the sacrifice of Abraham], OCLC 37802904 (in French), octavo.[6]

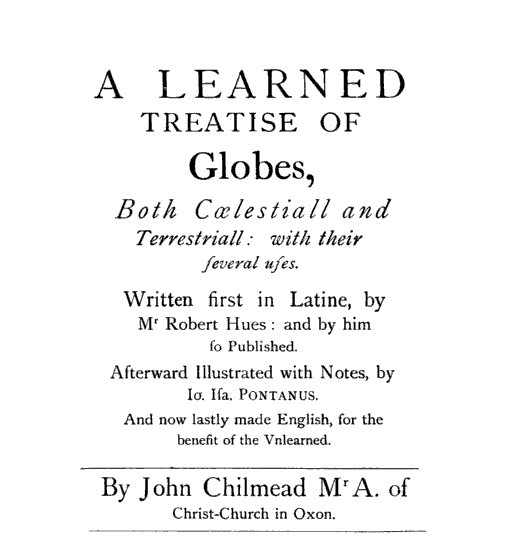
A página de rosto da primeira edição em inglês de A Learned Treatise of Globes, de Robert Hues, tanto Cœlestiall quanto Terrestriall: With their Severall Uses (1638), reproduzida na reimpressão de 1889 da Hakluyt Society.

  - A página de rosto da primeira edição em inglês de A Learned Treatise of Globes, de Robert Hues , tanto Cœlestiall quanto Terrestriall: With their Severall Uses (1638), reproduzida na reimpressão de 1889 da Hakluyt Society.8th printing: Hues, Robert (1622), Tractaet ofte handelinge van het gebruyck der hemelscher ende aertscher globe [Treatise or Essays on the Use of the Celestial and Terrestrial Globes], Amsterdam: Michiel Colijn, boeck-vercooper, woonende op't water, in't Huys-boeck, by de Oude Brugghe [Michiel Colijn, bookseller, who lives at the water's edge, in Huys-boeck, near the old bridge], OCLC 79659147 (in Dutch), quarto.[7]
  - 9th printing: Hues, Robert (1627), Tractatvs de globis, coelesti et terrestri, ac eorvm vsv [Treatise on Globes, Celestial and Terrestrial, and their Use], Francofvrti ad Moenvm [Frankfurt am Main, Germany]: Typis & sumptibus VVechelianorum, apud Danielem & Dauidem Aubrios & Clementem Schleichium [Printed and paid for by the Wechelians, by Daniel and David Aubrios and Clement Schleich], OCLC 23625532 (in Latin), duodecimo.
  - 10th printing: Hues, Robert (1638), A Learned Treatise of Globes, both Cœlestiall and Terrestriall: With their Severall Uses. Written first in Latine, by Mr Robert Hues: And by him so Published. Afterward Illustrated with Notes, by Io. Isa. Pontanus. And now Lastly made English, for the Benefit of the Unlearned by John Chilmead MrA of Christ-Church in Oxon, London: Printed by the assigne of T[homas] P[urfoot] for P[hilemon] Stephens and C[hristopher] Meredith, and are to be sold at their shop at the Golden Lion in Pauls-Church-yard, OCLC 165905181.[8]
  - 11th printing: A Latin version by Jodocus Hondius and John Isaac Pontanus appeared in London in 1659. Octavo.[9]
  - 12th printing: Hues, Robert; John Isaac Pontanus (1659), A Learned Treatise of Globes, both Cœlestiall and Terrestriall with their Several Uses .., London: Printed by J.S. for Andrew Kemb, and are to be sold at his shop ..., OCLC 11947725, octavo. Collection of Yale University Library.
  - 13th printing: Hues, Robert (1663), Tractatus de globis coelesti et terrestri eorumque usu ac de novo recognitus multisq[ue] observationibus opportunè illustratus ac passim auctus, opera et studio Johannis Isacii Pontani ...; adjicitur Breviarium totius orbis terrarum Petri Bertii ... [Treatise on Globes Celestial and Terrestrial and their Use, Collected Anew and Suitably Illustrated with Many Observations and Enlarged Throughout, by the Effort and Devotion of John Isaac Pontanus ... A Brief Account of the Whole Globe is Added by Peter Bertius ...], Oxford: Excudebat [printed by] W.H., impensis [at the expense of] Ed. Forrest, OCLC 13197923 (in Latin).

A reimpressão da versão em inglês da Hakluyt Society foi publicada como:
- Hues, Robert (1889),  Markham, Clements R., ed., Tractatus de globis et eorum usu: A Treatise Descriptive of the Globes Constructed by Emery Molyneux and Published in 1592 [Hakluyt Society, 1st ser., pt. II, no. 79a], ISBN 978-0-8337-1759-7, London: Hakluyt Society, OCLC 149869781.

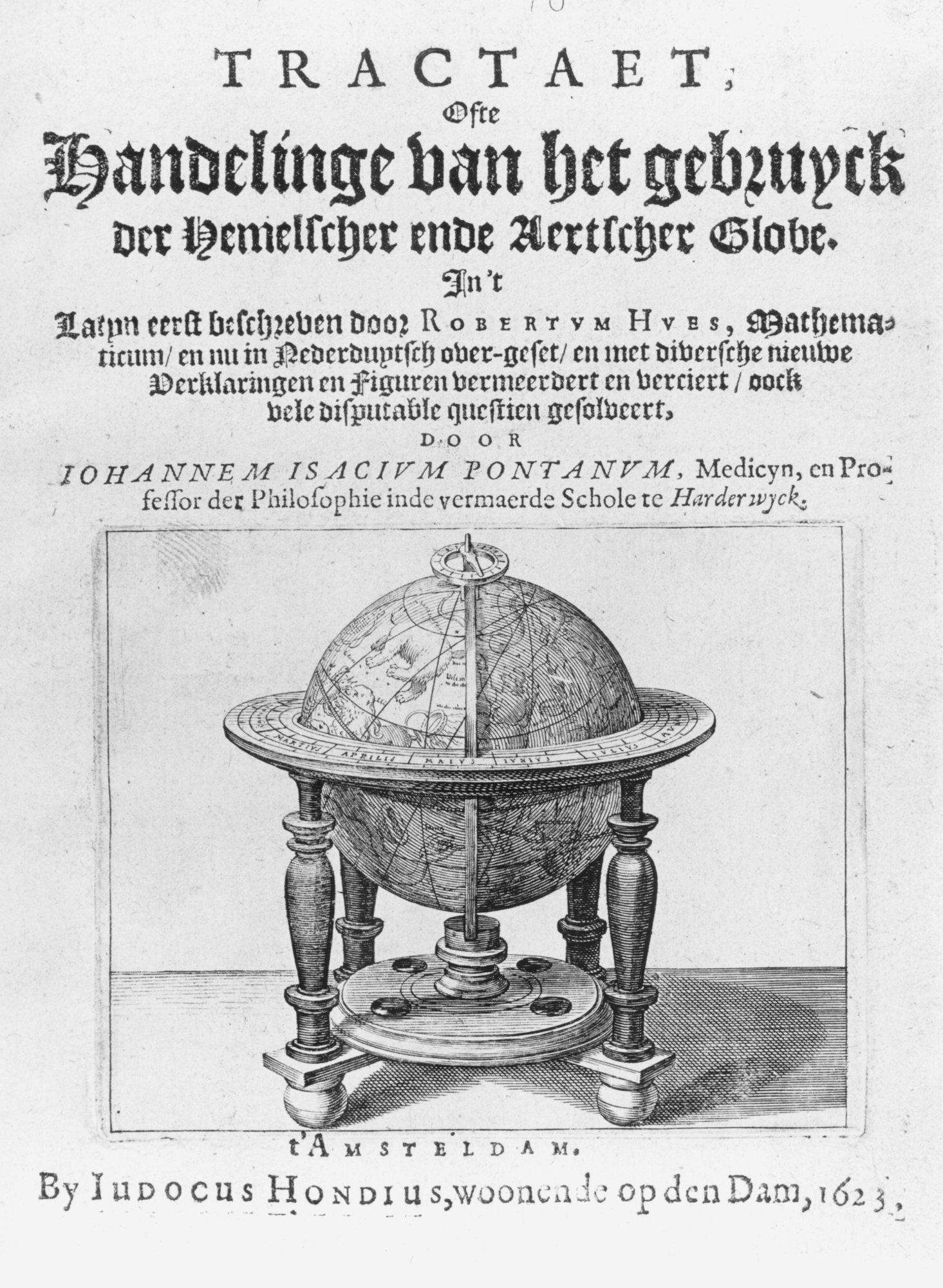
A página de rosto de uma versão holandesa de 1623 do HuesTractatus de globis

As seguintes obras também são, ou parecem ser, versões do Tractatus de globis et eorum usu , embora não sejam mencionadas por Markham:
- Hues, Robert (1623), Tractaet ofte Handelinge van het gebruyck der Hemelscher ende Aertscher Globe: In't Latyn eerst beschreven door Robertvm Hves, Mathematicum / en nu in Nederduytsch over-geset en met diversche nieuwe Verklaringen en Figuren vermeerdert en verciert / oock vele disputable questien gesolveert, door Iohannem Isacivm Pontanvm, Medicyn, en Professor der Philosophie inde vermaerde Schole te Harderwyck [Treatise or Essays on the Use of the Heavenly and Earthly Globe: First Described in Latin by Robert Hues, Mathematician / and now Translated into Dutch, and Expanded and Decorated with New Clarifications and Figures / also many Disputable Questions Solved, by John Isaac Pontanus, Physician and Professor of Philosophy of the renowned School in Harderwijk], Amsterdam: Iudocus Hondius, woonende op den Dam [living on the Dam ].[10]
- Hues, Robert (1624), Tractatvs de globis, coelesti et terrestri eorvmqve vsv [Treatise on Globes, Celestial and Terrestrial, and their Use], Amsterdam: Excudebat [Printed by] H[enricus] Hondius, OCLC 8909075 (in Latin).
- Hues, Robert (1627), Tractatus duo mathematici: Quorum primus de globis coelesti et terrestri, eorum usu [Two Mathematical Treatises: Of which the First One is about the Celestial and Terrestial Globes, and their Use], Frankfurt: Bryana, OCLC 179907636.
- Hues, Robert; Nottnagel, Christoph (1627), Tractatus duo quorum primus de globis coelesti et terrestri, eorum usu, à Roberto Hues, Anglo, conscriptus. Alter breviarium totius orbis Terrarum, Petri Bertii. Nunc primum luci commißi [Two Treatises of which the First One is about the Celestial and Terrestial Globes, and their Use, signed by Robert Hues, Englishman. The Other One is an Anthology of Countries of the Whole World, by Peter Bertius. Now for the first time here gathered.] 3rd ed. , Wittenberg: [s.n.], OCLC 257661113.
- Hues, Robert (1634), Tractatvs de Globis Coelesti et Terrestri eorvmqve vsv: Primum conscriptus & editus à Roberto Hues Anglo semelque atque iteram à Iudoco Hondio excusus, & nunc elegantibus iconibus & figuris locupletatus: ac de novo recognitus multisque observationibus oportunè illustratus ac passim auctus opera ac studio. Iohannis Isacii Pontani Medici & Philosophiæ Professoris in Gymnasio Gelrico Hardervici [Treatise on Globes, Celestial and Terrestrial, and their Use. First Written and Published by Robert Hues, Englishman, and in the First and Second Editions Drawn by Jodocus Hondius, and now Enlarged by Elegant Pictures and Drawings, and again Revised and Fittingly Illustrated by Many Observations, and throughout Enlarged by the Work and Effort of John Isaac Pontanus, Physician and Professor of Philosophy of the School in Harderwijk], Amsterdam: Excudebat Henricus Hondius, sub signo Canis Vigilantis in Platea Vitulina prope Senatorium [Printed by Henricus Hondius, under the sign of the Watchful Dog in Calf Street [Kalverstraat] near the council hall].[11] Collection of the Biblioteca Nacional de Portugal.
- Hues, Robert (1651), Tractatus duo mathematici. Quorum primus de globis coelesti et terrestri, eorum usu, a Roberto Hues ... conscriptus. Alter breviarium totius orbis terrarum, Petri Bertii ... Editio prioribus auctior & emendatior [Two Mathematical Treatises. Of which the First One is about the Celestial and Terrestial Globes, and their Use, signed ... Robert Hues. The Other One an Anthology of Countries of the Whole World, of Peter Bertius ... First enlarged & improved edition], Oxford: Excudebat [Printed by] L. Lichfield, impensis [at the expense of] Ed. Forrest, OCLC 14913709, two pts. Collection of the Bodleian Library.